# Waive
Waive（ウェイブ）は、日本の4人組ロックバンド。2005年に解散後、幾度かの再演プロジェクトを経て、2023年4月11日、正式な再結成および日本武道館単独公演をもっての解散を発表。公演日は『2026年1月4日』。

## 概要
2000年1月に大阪でギターの杉本善徳とボーカルの田澤孝介を中心に結成。2000年1月9日に新宿リキッドルームにて初ライブを行う。バンド名の「Waive」とは「権利を放棄する」という意味である。なお、バンド名は田澤と杉本の2人で辞書を見てピンときたので命名した。
同年4月4日、デモテープ『Spanner』をリリースし、本格始動。2001年より東京進出、2002年4月24日、1st アルバム『INDIES』をリリース、2003年には代表曲『いつか』でNHK出演するなど、精力的な活動を行う。2004年1月16日には初となるホールワンマン『ライブハウス日本青年館へようこそ。』を開催。
2004年7月31日をもって所属事務所SWEET CHILD離脱。田澤の脱退表明をきっかけに2005年12月1日の『LAST GIGS.』SHIBUYA-AX公演をもって解散した。
2010年3月に一時的な再結成および再演を発表。同年11月29日のSHIBUYA-AX公演をもって再演全日程が終了。
2015年12月1日22:00、解散から10年が経ったことを機に、2016年4月3日にEX THEATER ROPPONGIにて『GIG FINAL DISTORTION！』を開催することを発表。同公演を皮切りに横浜・大阪・名古屋で公演を実施し、2016年10月22日赤坂BLITZ公演をもって全日程を終了。横浜～赤坂の各会場限定で、新曲2曲入りシングル『Days.』(収録曲:Days./END ROLL)を発売(期間限定で通販も実施)。
2018年10月、MUCC・Psycho le Cémuと共に3マンイベント『MUD FRIENDS 2000〜2018』を東京・大阪にて開催(全4公演)。
2019年2月9日より、解散中にもかかわらず全国ツアー(『Wave to Waive』 全7公演)を実施。また、2月23日にはwyseと初のツーマンライブ『決戦!! wyse vs Waive』を開催。ツアー各会場およびツーマンライブ会場にて、CD『BRiNG ME TO LiFE(新曲)/バニラ(再録ver.)』つきパンフレットを販売した。同年4月30日「平成最後の日」には、解散中にもかかわらず自身最大の収容人数であるZepp TokyoにてGIG『「サヨナラ？」愛しい平成よ』を決行、翌5月1日には恵比寿LIQUIDROOMにてGIG『まだ見ぬ"令和"へと駆け抜けてく』を実施。なお、4月30日公演の来場者には『Dear』の再録音源CDがプレゼントされた。
このように、近年活発な活動を行ってきたが、後述する2023年4月の再結成＆解散発表までは、あくまでも『解散中』というスタンスを取っていた。
2019年9月末、公式Twitterに『解散中』と表示されたスロットマシン映像が投稿された後は、数ヶ月Waiveとしての動きはなかったが、2020年の元日には結成20周年を告げる投稿が行われた。
本格始動の2000年4月4日（デモテープ『Spanner』をリリース）から20年となった2020年4月4日からは、毎日スロットマシン映像でカウントダウンを行いながらWaiveの歴史を1年ずつ振り返るという意味深な投稿が行われ、最後の4月24日には、結成20周年記念GIG『Waive 20th Anniversary Special GIG「ライブハウス渋谷公会堂へようこそ。」』を2021年2月23日『LINE CUBE SHIBUYA(渋谷公会堂)』にて開催することが発表された。
なお、発表時点で自身初の『渋谷公会堂』ワンマンであった本公演は、公演発表後に制定された新型コロナウイルス感染症の感染対策ガイドラインを遵守した形で、収容人数の制限や観客のマスク着用等のルールの下、実施されることとなった。また、高画質映像配信プラットフォーム「LiveHeaven!」の第一弾配信アーティストとしてライブ配信も同時に行っている。本公演の模様は、Blu-ray作品として2021年7月30日から発売中。
アンコールのMCにおいて、2022年1月29日、同会場にて再びワンマン公演『Waive 2Øth Anniversary Again GIG「2Ø22 -俺たちの戦い（20周年）はこれからだ-」』を行うことが発表された。
2021年7月より、新型コロナウイルス感染症感染拡大の影響で断念せざるを得なかった20周年イヤーのやり直しとして、“Waive 2Øth Anniversary Again”と銘打ったプロジェクトを開始。2021年7月31日・8月1日、新宿BLAZEにて2days公演#1 GIGS「The Land of Beginnings -新宿-」を開催し、同年9月より#2 TOUR「NEED...?」(全6公演)をスタート。ツアー4公演目となった横浜公演の終演後、LINE CUBE SHIBUYA公演(2022年1月29日)の公演名変更(変更後：Waive 2Øth Anniversary GIG FINAL「& AGAIN」)および公演詳細を発表。
11月23日開催のツアーファイナルの模様は、「LiveHeaven!」にてライブ配信された。
2度目となったLINE CUBE SHIBUYA公演『Waive 2Øth Anniversary GIG FINAL「& AGAIN」』のライブ配信は行われなかったが、Blu-Ray作品として、完全受注限定にて販売。
2023年4月1日18時より、10日間にわたって公式Twitterおよび公式サイトにてカウントダウンが行われた。カウントがゼロとなった同年4月11日18時、『再結成』と、2025年の日本武道館単独公演をもって『解散』することが発表された。
以後約2年半にわたり、ライブ活動はもちろん、約20年ぶり通算4枚目のオリジナルアルバム制作も見据えた本格的な活動を行うとのこと。同年7月16日より、Waive再結成 第一弾ライブ GIGS『Burn』(大阪・東京／4公演)を実施。初日大阪公演にて、新曲「火花」を初披露。同年10月22日より、Waive GIGS
「爆ぜる初期衝動」をスタート（横浜・名古屋・大阪・東京）。名古屋公演のステージ上で、新曲「爆（読み：ボム）」が誕生。
同年6月19日、新たにOFFICIAL FAN CLUB「WAVE」を発足。（過去、2005年の解散まで同名のファンクラブが存在していたが、それとは別の運営主体である模様。）同年10月15日と11月29日には、OFFICIAL FAN CLUB「WAVE」限定GIG
「CASE OF ウェイ部」を開催（10月15日大阪公演、11月29日東京公演）。
同年12月10日、Waive GIGS 「爆ぜる初期衝動」ファイナル東京公演終演後のステージ上で、Waive再結成第二章の活動予定を発表。内容は、①新曲「火花」配信リリース（2024年4月）、②ベッド・イン主催おギグ「ゆくバブル、くるバブル」昼の部「炎のねるとん3本勝負・番外編」へのゲスト出演（2023年12月29日）、③春ツアー　TOUR 「SHOCK WAIVE」の開催（2024年4月）、④対バン2daysライブ　VS GIGS 「浅草コンプレックスルート」の開催（2024年6月、vs LM.C／vs メリー）、⑤Waiveの「8割ウソRadio II’ TURBO　そして伝説へ…」（YouTube配信番組）の放送、⑥2000年〜2005年にリリースされた楽曲のメンバーセレクトによる再録、⑦完全新曲の制作、の７本。
2024年4月6日より、Waive TOUR「SHOCK WAIVE」(全4公演)を開催。初日さいたま公演で、新曲「アルティメットミラクルジャンプ(仮)」を初披露した。
同年6月27日、当初発表されていたスケジュールからは後ろ倒しとなったが、新曲「火花」を配信リリース。ライブ会場限定販売CDや無料配布音源、公演グッズ(いずれも2024年6月現在入手困難)としてではなく、誰もが聴ける「シングル」として公にリリースされた新曲は、2005年9月リリース「Baby,I LOVE YOU.」以来約19年ぶりとなった。ちなみに、発売1年前の2023年4月11日、公式YouTube上で公開された『再結成＆解散・日本武道館公演告知』の映像には「火花」のデモ音源が使用されている。
同年11月4日、セルフカバーアルバム第一弾「BLUE ALBUM」の発売（11月27日）を記念して、ファンクラブ「WAVE」限定のファンミーティングを2部制で開催。同イベント中に、レギュラーラジオ番組『Waiveの「8割ウソRadio」〜Powered by ZEUS Wi-Fi〜』（2025年1月7日〜、ラジオ日本）をスタートすることを発表。
同年11月27日のリリースに先駆けて、「BLUE ALBUM」より『いつか (BLUE ver.) 』『ガーリッシュマインド (BLUE ver.) 』『C. (BLUE ver.) 』を先行配信している。
同年11月26日正午、解散公演となる日本武道館公演の日程を『2026年1月4日』と発表。
同年11月27日、セルフカバーアルバム第一弾「BLUE ALBUM」を発売(CD/配信)。
同日、主催対バンライブ　VS GIGS 「MUCC WAIVE ILLUSION ʻ24」（2024年11月27日、vs MUCC）を開催。MUCCとの対バンは2018年開催の3マンイベント『MUD FRIENDS 2000〜2018』(MUCC/Waive/Psycho le Cému)以来となった。開場中と転換中のBGMには、Psycho le Cémuの楽曲のみが使用された。
同年12月12日、ν[NEU]主催ツーマンライブ「-光跡-」に出演。ν[NEU]はWaive解散公演のちょうど1年前、2025年1月4日の渋谷公会堂（LINE CUBE SHIBUYA）にて『完結』することを発表しており、ν[NEU]にとっては最後のイベントライブとなった。
同年12月30日、J 2024 「放火魔大暴年会」に出演。
2025年1月23日より、公式YouTube Channelにて期間限定で『Waive GIG「サヨナラ？」愛しい平成よ@ZeppTokyo…2019/04/30』の公演の模様を無料配信中。Waiveのライブを予習するのに役立ててほしいとのこと。
同年5月28日、セルフカバーアルバム第二弾「RED ALBUM」を発売(CD/配信)。
同年6月21日(土)より、GIGS「蒼紅一閃 -soukouissen-」スタート。再録アルバム「BLUE ALBUM」「RED ALBUM」の楽曲を中心としたツアーとなっている。
なお、解散までの間には、ワンマンとしてWaiveラストツアー「LAST GIGS.」、対バン/イベントとして、VS GIGS　「LIFE goes 音舞美威闘.」(らいふごーずおんまいびーと)(vs FANTASTIC♢CIRCUS　vs lynch.　vs キズ　vs ΛrlequiΩ)の開催、Sadie presents「THE UNITED KILLERS ＜DAY02＞」、「MUD FRIENDS 2000〜2025」、「CROSS ROAD Fest (DAY 1 & DAY 2)」への出演が発表されている。

## メンバー
- 田澤孝介（たざわ たかゆき、11月23日 - ）ボーカル。京都府出生大阪府八尾市出身。血液型A型。

『Sotto…』まではTAKAYUKIと名乗っていた。
解散後、day after tomorrowの北野正人とストロボを結成した。
ソロ活動のほか、Rayflower、Karma、エルニシオン、青春アバンチュール、fuzzy knotといったバンド・ユニットに所属。
- 杉本善徳（すぎもと よしのり、11月26日 - ）ギター。大阪府八尾市出身。血液型O型。

Ray時代は善徳-YOSHINORI-、『Sotto…』まではYOSHINORIと名乗っていた。
解散後はソロ活動に入る。
- 貮方孝司 （にのかた たかし、3月8日 - ）ギター。大阪府吹田市出身。血液型A型。

MIRAGE時代から『Sotto…』まではRUIと名乗っていた。
解散後は引退し、現在は飲食店に勤務している。
- 高井淳（たかい じゅん、1月10日 - ）ベース。大阪府吹田市出身。血液型A型。

サポートメンバーだったが、『INDIES』で正式メンバーになる。サポートメンバー時代はJUNと名乗っていた。
2010年までGaGaalinGで活動。2011年からearthmindというユニットで活動。2012年からONE ELEMENTとしてソロ活動中。
田澤らと結成したコピーバンド「青春アバンチュール」でも活動している。
現在はriceや√5(現ROOT FIVE)、Nicori Light Toursなど、サポートベーシストとしても活動中。

## サポートメンバー
- 山内康雄（やまうち やすお、8月22日 - ）ドラム。神奈川県茅ヶ崎市出身。血液型B型[37]。

LOUDNESS／SLYの樋口宗孝に師事。1999年、同氏プロデュースの双子ロックバンド『MASHA』でメジャーデビュー。2012年まで、acid android（当時小文字表記）のサポートドラマーも務めていた。

## 旧メンバー
- MAKOTO

初代ドラム。2001年8月脱退。
- 松岡太郎

『INDIES』から加入。2005年10月22日に脱退。
2001年5月まではDAS:VASSERに汰楼（読みは同じ）の芸名で在籍していた。

## ディスコグラフィ

### デモテープ
1. Spanner（2000.4.4）
2. TRUE×××（2000.4.10＆19無料配布）
3. Spanner 2nd press（2000.6.21）

### シングル
1. PINK DISTORTION（2000.10.10）
2. ガーリッシュマインド（2000.11.29）
3. Sotto...（2001.8.25）
4. will（2002.9.23/26無料配布）
5. キミノヒトミニ恋シテル。/わがままロミオ（2002.12.11）
6. 春色（2003.4.16）
7. 君と微笑おう（2003.11.27）
8. 銀河鉄道（2004.12.8）
9. PEACE?（2005.4.20）
10. Baby,I LOVE YOU.（2005.9.21）
11. Days.（2016.4.3 Days./END ROLL）
12. BRiNG ME TO LiFE（2019.2.9 CD付きパンフレット、BRiNG ME TO LiFE/バニラ ｰ再録ver.ｰ）
13. Dear ｰ再録ver.ｰ（2019.4.30 ライブ来場者に無料配布、2024.11.27セルフカバーベストアルバム「BLUE ALBUM」に収録）
14. 火花（2024.6.27 配信リリース）
15. いつか (BLUE ver.) (2024.11.8 先行配信)
16. ガーリッシュマインド (BLUE ver.) (2024.11.15 先行配信)
17. C. (BLUE ver.) (2024.11.22 先行配信)
18. HEART. (2025年再録ver.) (2025.5.16 先行配信)

### アルバム
1. INDIES（初回盤：2002.4.24 通常盤：2003.11.27）
2. INDIES 2（2004.4.21）
3. HURT.（2005.10.19）
4. BEST ALBUM ｢WAVES｣（2009.9.30, IKCB-9509/IKCB-9510）
5. DIGITAL BEST ALBUM ｢WAVES｣ (2018.10.10)(配信リリース)
6. セルフカバーベストアルバム「BLUE ALBUM」(2024.11.27, 通常盤：WVCD-20241/初回限定盤：WVCD-20242/配信)
7. セルフカバーベストアルバム「RED ALBUM」(2025.5.28, 通常盤：WVCD-20251/初回限定盤：WVCD-20252/配信)

### 映像作品
- ビデオ・クリップ集「CLIPS」（2003.07.23）
- LIVE DVD「ライブハウス青年館へようこそ。」（2004.4.21）
- GIGS「The CLIMAX」全国版FINAL at LIQUD ROOM ebisu.2005.6.24（2005.10.31）
- 解散ライヴドキュメントDVD「LAST GIG.」（2006.3.8）
- LAST GIG.limited edition ※WAVE会員限定DVDボックス
- GIGS「CASE OF Waive」FINAL at Shibuya-AX 2010.11.29（2011.4）
- GIG「FINAL DISTORTION！」(Blu-ray)
- GIG「Days -in the future-」(Blu-ray)
- GIG【「サヨナラ？」愛しい平成よ】2019.4.30 Zepp Tokyo LIVE Blu-ray
- Waive 20th Anniversary Special GIG「ライブハウス渋谷公会堂へようこそ。」LIVE Blu-ray (2021.7.30)
- Live Blu-ray Waive 2Øth Anniversary GIG FINAL「& AGAIN」 2022. 1.29 LINE CUBE SHIBUYA（渋谷公会堂）(2022.5)

## TV出演
- ゼベックオンライン（MXTV）
- saku saku（tvk）田澤・杉本が出演

## レギュラーパーソナリティ
- 8割ウソRadio→レギュラーラジオ番組『Waiveの「8割ウソRadio」〜Powered by ZEUS Wi-Fi〜』（2025年1月7日-6月24 日、火曜日22:15-22:30、ラジオ日本）として復活
- WaiveのFeラヂオ（茨城放送、栃木放送）(放送終了)